# Chen Boda
Chen Boda (chinesisch 陈伯达, Pinyin Chén Bódá; * 29. Juli 1904 in Hui’an in der Provinz Fujian, Chinesisches Kaiserreich; † 20. September 1989 in Peking, Volksrepublik China) war ein führender Politiker der Kommunistischen Partei Chinas.
Er war Privatsekretär Mao Zedongs und einer der Wortführer der Kommunistischen Partei Chinas während der Kulturrevolution.

## Herkunft und frühes Leben
Chen Boda entstammte einer armen Bauernfamilie aus der südostchinesischen Provinz Fujian und besuchte eine Mittelschule in Xiamen. Da er seine Studien aufgrund von Geldmangel nicht weiterführen konnte, wurde er Sekretär eines Kriegsherrn.
In den Jahren 1926/1927 nahm Chen Boda an der Nordexpedition teil, die von Chiang Kai-shek geleitet wurde, um China zu einen. 1927 wurde er Mitglied der Kommunistischen Partei Chinas. Anschließend ging er für vier Jahre nach Moskau, um Soziologie und Geschichte an der Sun-Yat-sen-Universität zu studieren. 1930 kehrte er nach Peking zurück und unterrichtete erst dort, dann ging er nach Yan’an, wo er an der KP-Parteischule lehrte. 1937 wurde Chen Boda dann politischer Sekretär Maos, eine Tätigkeit, die er bis 1956 ausübte.
1945 wurde Chen Boda Kandidat, 1946 dann Mitglied des Zentralkomitees der KPCh.

## Rolle in der frühen Volksrepublik
Von 1949 bis 1952 war er stellvertretender Vorsitzender der Kommission für Kultur und Erziehung in Peking. In ebendiesem Zeitraum war er auch Vizepräsident der Akademie der Wissenschaften und Direktor des Instituts für Marxismus-Leninismus. Chen Boda verfasste in dieser Funktion mehrere Schriften, durch die er zu einem wichtigen Interpreten des Maoismus wurde. 1956 wurde er dann Kandidat für das Politbüro und nahm im November 1957 an der Moskauer Beratung der Kommunistischen und Arbeiterparteien teil. 1958 wurde er dann Mitherausgeber der Parteizeitschrift Hongqi („Die rote Fahne“).
Auf der Lushan-Konferenz im Juli 1959 benutzte Mao Zedong Chen Boda, um Peng Dehuai zu kritisieren, weil Mao seine Glaubwürdigkeit nicht verlieren wollte.

## Rolle während der Kulturrevolution
Chen Boda wurde im Mai 1966 der Kopf der neuen Gruppe Kulturrevolution, die die Richtung und die Aufsicht der Kulturrevolution bestimmen sollte. Mit der Zeit wurde diese Gruppe zum wichtigsten politischen Organ Chinas, fast wichtiger als selbst das Ständige Komitee des Politbüros. Damit gehörte er zu den fünf wichtigsten Parteioberen. Ebenso wurde Chen Boda 1966, neben Jiang Qing, Chef der Propaganda-Maschine der Kommunistischen Partei und Mitglied des Ständigen Komitees des Politbüros.
In diesen Funktionen wurde er beraten von Kang Sheng, dem Chef der Geheimpolizei, und Jiang Qing, Yao Wenyuan, Zhang Chunqiao, Wang Li sowie junge Ideologen (Qi Benyu, Guan Feng...) assistierten ihm.
Als die Gruppe Kulturrevolution den Führern in Peking zu mächtig wurde, schwand ihr Einfluss. Dies stellte das Ende der Beteiligung Chen Bodas an der Kulturrevolution dar.
Auf dem 9. Parteitag der KPCh im Frühjahr 1969 wurde die Gruppe Kulturrevolution dann aufgelöst. Auf demselben Kongress wurde auch Lin Biao, unterstützt von Chen Boda, als Nachfolger Maos vorgestellt.

## Abstieg
Im August 1970 schlug Chen Boda die Wiederauflebung des Amtes des Staatspräsidenten vor, das nach Absetzung Liu Shaoqis vakant geblieben war. Des Weiteren schlug er die Besetzung des Amts mit Lin Biao vor. Mao Zedong konnte dies vereiteln und erreichte, dass das Amt unbesetzt blieb. Mao, der den Machtanspruch Lin Biaos spürte, begann nun nach und nach Vertraute Lin Biaos zu verdrängen.
1971 wurden Chen Boda und Lin Biao angeklagt, ein Komplott gegen Mao Zedong geschmiedet zu haben. Lin Biao starb bei einem Flugzeugabsturz in der Mongolei, während Chen Boda inhaftiert wurde. 1980 wurde er dann aufgrund seiner Zugehörigkeit zur Viererbande und deren Aktionen während der Kulturrevolution zu 18 Jahren Haft verurteilt, kurz darauf aber wegen seines schlechten Gesundheitszustands freigelassen.
Chen Boda starb am 20. September 1989 in seinem Haus in Peking.